# Hermes (missile)
Hermes (in cirillico: Гермес, nome in codice NATO: ?) è un sistema missilistico polivalente di fabbricazione russa attualmente in fase di adozione presso le forze armate russe e sviluppato dall'Instrument Design Bureau di Tula.
Concepito per essere equipaggiato su mezzi corazzati terrestri (Hermes), velivoli (Hermes-A), difesa costiera (Hermes-S) ed unità navali (Hermes-K) ha una gittata massima variabile compresa tra i 15 ed i 100 km a seconda delle versioni.
È stato mostrato per la prima volta in pubblico nel febbraio 2009.

## Caratteristiche
Il complesso Hermes è composto da una serie di missili guidati supersonici a due stadi collocati in tubi di lancio sigillati. Nella sezione finale della traiettoria, il missile raggiunge velocità prossime ai 1.000 m/s.
Il bersaglio viene neutralizzato tramite l'onda d'urto creata dall'esplosione della testata del missile, del peso di 28 kg.

## Versioni
Hermes: versione terrestre che include missili terra-aria o contro-carro
Hermes-K: versione navale terra-aria impiegata nelle versioni da esportazione dei sistemi Pantsir-M con portata estesa a 100 km
Hermes-S: versione da difesa costiera
Hermes-A: versione aviolanciata con gittata massima di circa 20 km. L'Hermes è stato testato con successo sul Ka-52K nel 2003 e da allora è stato installato sugli elicotteri d'attacco delle famiglie Mi-24 e Mi-17AMTSh

## Utilizzatori
Russia
- In servizio dal 2010 presso le forze aerospaziali